# How Dare You!
How Dare You! är ett musikalbum av 10cc. Albumet lanserades i januari 1976 på Mercury Records och hade ett utvikskonvolut designat av Hipgnosis med människor som pratar i telefon som tema. Från albumet släpptes två singlar, "I'm Mandy Fly Me!" och "Art for Art's Sake". Albumet blev det sista som gjordes med originalupplagan av gruppen, Graham Gouldman, Eric Stewart, Lol Creme och Kevin Godley.

## Låtlista
1. "How Dare You"
2. "Lazy Ways"
3. "I Wanna Rule the World"
4. "I'm Mandy Fly Me"
5. "Iceberg"
6. "Art for Art's Sake"
7. "Rock'N'Roll Lullaby"
8. "Head Room"
9. "Don't Hang Up"

## Listplaceringar
| Lista (1976)   | Position               |
| -------------- | ---------------------- |
| Australien     | 15 (Kent Music Report) |
| Danmark        | 9 (DR "Top 20")        |
| Finland        | 26                     |
| Kanada         | 5 (RPM)                |
| Nederländerna  | 7                      |
| Norge          | 10 (VG-lista)          |
| Nya Zeeland    | 1                      |
| Storbritannien | 5 (UK Albums Chart)    |
| Sverige        | 5 (Topplistan)         |
| USA            | 47 (Billboard 200)     |